# Стілвелл (Оклахома)
Стілвелл (англ. Stilwell) — місто (англ. city) в США, адміністративним центром округу Адер штату Оклахома. Населення — 3700 осіб (2020). Назване на честь Артура Стілвелла, відомого філантропа та засновника підприємства Південна залізниця Канзас-Сіті.
Стілвелл розташоване на перетині федеральної траси № 59 і траси № 51 регіонального значення.

## Географія
Стілвелл розташований за координатами 35°48′55″ пн. ш. 94°37′53″ зх. д. / 35.81528° пн. ш. 94.63139° зх. д. (35.815224, -94.631465).  За даними Бюро перепису населення США в 2010 році місто мало площу 8,41 км², з яких 8,35 км² — суходіл та 0,06 км² — водойми.

## Демографія
Згідно з переписом 2010 року, у місті мешкало 3949 осіб у 1447 домогосподарствах у складі 917 родин. Густота населення становила 469 осіб/км².  Було 1638 помешкань (195/км²).
Расовий склад населення:
| - 49,6 % — корінних американців - 32,7 % — білих - 0,4 % — азіатів - 0,3 % — чорних або афроамериканців - 7,1 % — осіб інших рас |

До двох чи більше рас належало 9,9 %. Частка іспаномовних становила 12,5 % від усіх жителів.
За віковим діапазоном населення розподілялося таким чином: 30,5 % — особи молодші 18 років, 56,6 % — особи у віці 18—64 років, 12,9 % — особи у віці 65 років та старші. Медіана віку мешканця становила 31,9 року. На 100 осіб жіночої статі у місті припадало 89,7 чоловіків;  на 100 жінок у віці від 18 років та старших — 88,7 чоловіків також старших 18 років.
Середній дохід на одне домашнє господарство  становив 34 624 долари США (медіана — 24 897), а середній дохід на одну сім'ю — 39 737 доларів (медіана — 36 227). За межею бідності перебувало 30,8 % осіб, у тому числі 44,2 % дітей у віці до 18 років та 20,1 % осіб у віці 65 років та старших.
Цивільне працевлаштоване населення становило 1562 особи. Основні галузі зайнятості: виробництво — 23,8 %, освіта, охорона здоров'я та соціальна допомога — 22,8 %, роздрібна торгівля — 11,1 %, публічна адміністрація — 7,7 %.